# 1203
1203 (MCCIII) a fost un an obișnuit al calendarului iulian.

## Evenimente
- 8 aprilie: Întrunirea de la Bilino Polje: banul Kulin al Bosniei acceptă credința catolică și condamnă erezia bogomilică; statul bosniac recunoaște supremația Romei.
- 23 iunie: Flota cruciaților pătrunde în Bosfor.
- 17 iulie: Asediul Constantinopolului. Participanții la Cruciada a patra ocupă Constantinopolul; împăratul Alexios al III-lea Angelos părăsește capitala bizantină.
- 1 august: Alexios al IV-lea Anghelos este încoronat împărat al Bizanțului de către conducătorii cruciați.

### Nedatate
- noiembrie: Almohazii încep cucerirea insulelor Baleare, prin ocuparea insulei Majorca.
- Bătălia de la Basiani. Georgienii înfrâng o coaliție a musulmanilor.
- Campanie victorioasă a lui Roman cel Mare, cneazul de Vladimir, împotriva cumanilor.
- Cumanii jefuiesc Kievul.
- Participanții la Cruciada a patra cuceresc Corfu.
- Regele Sancho I al Portugaliei cucerește Elvas și Alentejo de la almohazi.

## Nașteri
- Alexios al IV-lea Anghelos, împărat al Bizanțului (d. 1204)

## Arte, științe, literatură și filozofie
- Este construit templul de la Nataraja, în India.

## Nașteri
- Zakariya Al-Qazwini, istoric și geografic persan (d. 1283)
- Henric I, principe de Castilia (d. 1217)
- Mindaugas, conducător al Lituaniei (d. 1263)
- Petru al II-lea, conte de Savoia (d. 1268)

## Decese
- 3 aprilie: Arthur I, duce de Bretania (n. 1187)
- Pierre de Blois, poet și diplomat francez (n. 1135)